# Holly Hills (Alabama)
Ne doit pas être confondu avec Holly Hill.
Holly Hills est une communauté non-incorporée du comté de Baldwin (Alabama).
Elle fait partie de l'aire micropolitaine de Daphne–Fairhope–Foley.

## Géographie
La communauté se trouve à une altitude moyenne de 60 mètres.

## Sources et références
1. ↑  Holly Hills community profile